# Porthidium
Porthidium, v češtině spolu s dalšími pěti rody označován jako křovinář, je rod jedovatých hadů z podčeledi chřestýšovitých. Vyskytuje se ve střední a Jižní Americe. Podle zoologů je příkladem konvergence, tedy typu evoluce, při němž se sobě nepříbuzné nebo nepříliš příbuzné druhy vyvíjí podobným způsobem, jelikož na ně působí podobné prostředí, nežijí však na stejném kontinentu. Rod Porthidium se totiž výrazně podobá rodu Hypnale, který žije na Srí Lance a v Indii.

## Taxonomie

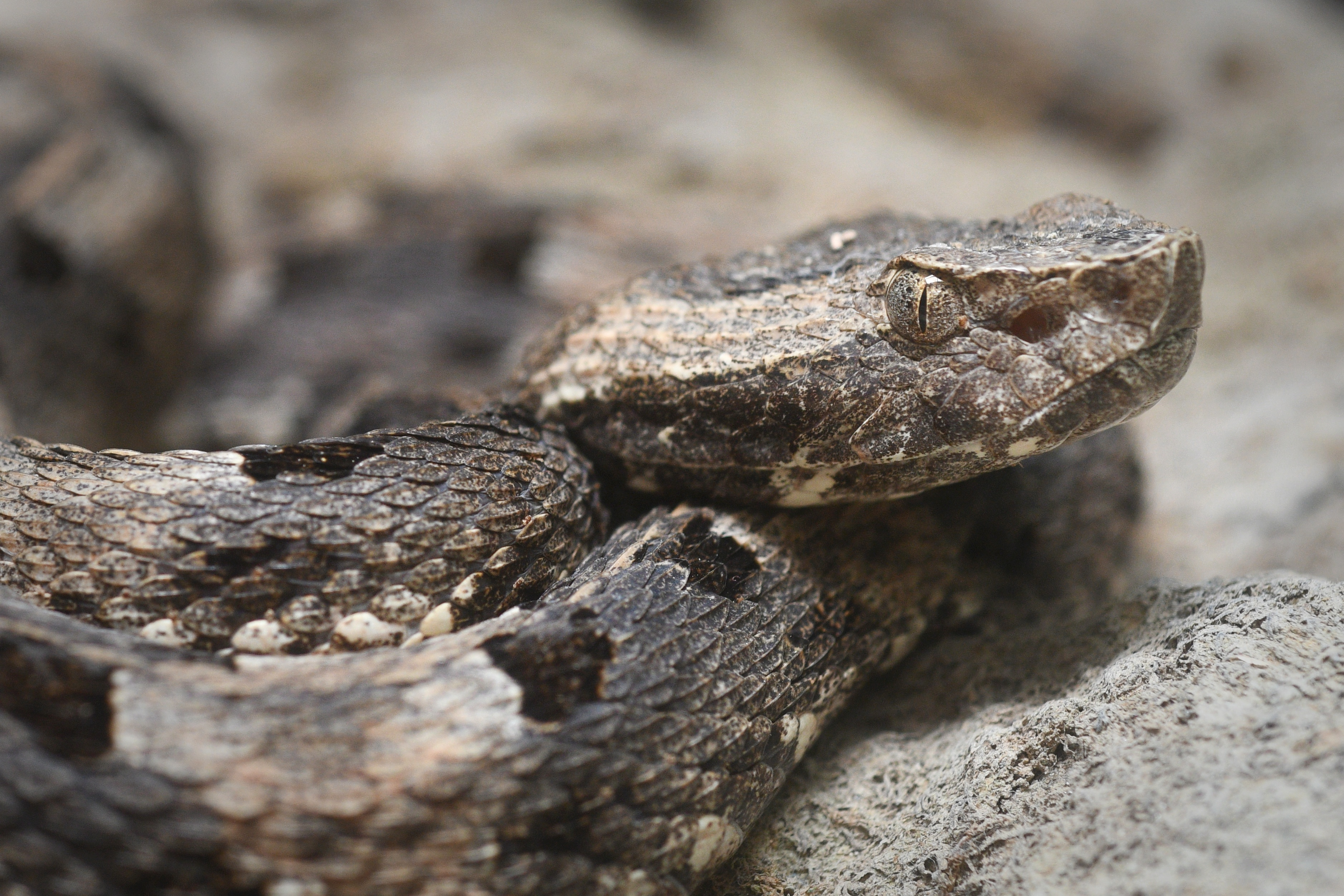

Herpetologové v současné době rozeznávají sedm jednotlivých druhů rodu Porthidium:
- Porthidium dunni
- Porthidium hespere
- Porthidium lansbergii
- Porthidium nasutum (křovinář nosatý) – typový druh
- Porthidium ophyomegas
- Porthidium volcanicum
- Porthidium yucatanicum (křovinář yucatánský)